# Old Fort Johnson

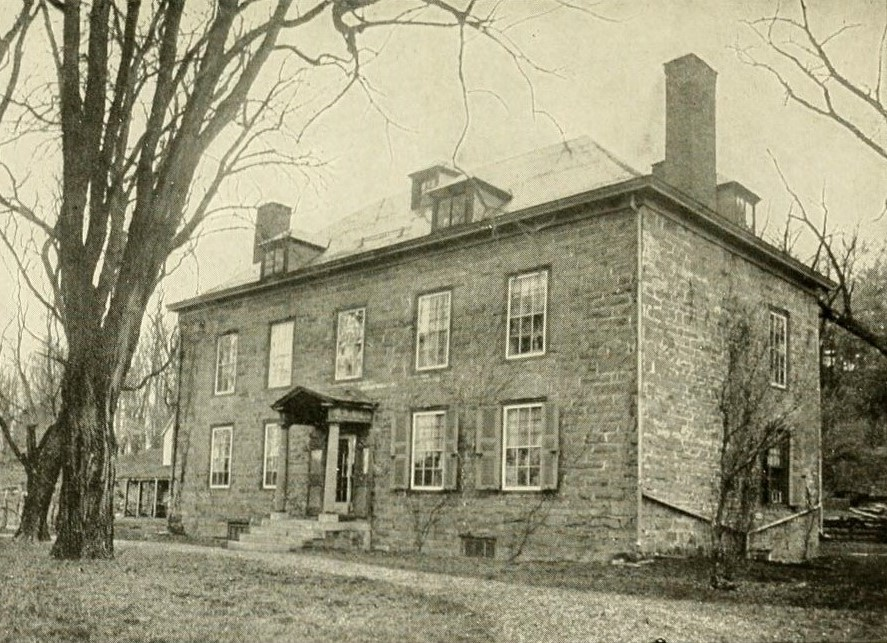
Old Fort Johnson (1915)

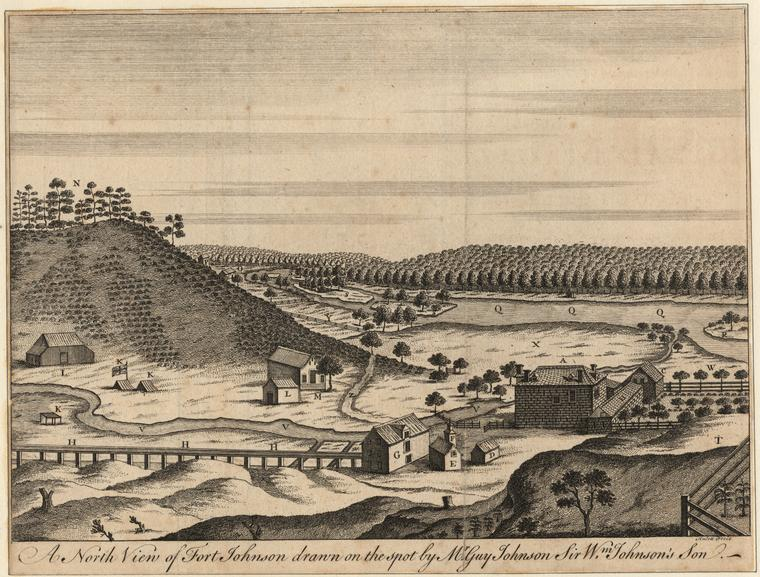
Historische Darstellung

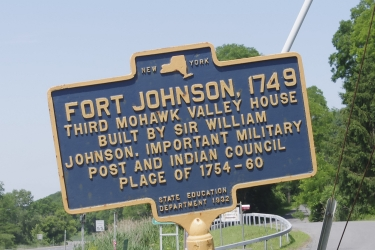
Hinweisschild an der Route 5

Das Old Fort Johnson ist ein unter Denkmalschutz stehendes Anwesen im Montgomery County (US-Bundesstaat New York). Es wurde von dem Generalmajor der britischen Streitkräfte und Geschäftsmann William Johnson während der Kolonialzeit gebaut.

## Geographische Lage
Das Gelände des Old Fort Johnson liegt unmittelbar nördlich des Mohawk River. In Ost-West-Richtung führt die New York State Route 5 an dem House vorbei, in nördliche Richtung zweigt hier die New York State Route 67 nach Johnstown ab. Fort Johnson ein Teil der Gemeinde Amsterdam.

## Geschichte des Gebäudes
Old Fort Johnson, oder Fort Johnson, ist ein um 1749 gebautes zweistöckiges Steinhaus innerhalb der ehemaligen Festungsanlagen der Stadt Amsterdam. Errichtet wurde das Gebäude von William Johnson, der dies sowohl als Wohnhaus sowie als Büro und Handelszentrum nutzte. 1763 zog William Johnson in die von ihm wenige Kilometer nördlich gegründete Stadt Johnstown nach Johnson Hall. Seinem Sohn John Johnson gehörte das Haus von 1763 bis 1776, bis es von dem lokalen „Committee of Safety“ beschlagnahmt wurde. 
Das Haus ist im Besitz der „Montgomery County Historical Society“ und wird als Museum betrieben.

## Denkmalschutz
Im Jahr 1972 wurde das Gebäude als erhaltens- und schützenswertes Baudenkmal in das National Register of Historic Places aufgenommen.